# Ложкино
Ло́жкино (рос. Ложкино) — село у складі Цілинного району Алтайського краю, Росія. Адміністративний центр та єдиний населений пункт Ложкинської сільської ради.

## Населення
Населення — 608 осіб (2010; 779 у 2002).
Національний склад (станом на 2002 рік):
- росіяни — 93 %